# Trypanaresta delicatella
Trypanaresta delicatella är en tvåvingeart som först beskrevs av Blanchard 1852.  Trypanaresta delicatella ingår i släktet Trypanaresta och familjen borrflugor. Inga underarter finns listade i Catalogue of Life.